# Nicola Brandt
Pour les articles homonymes, voir Brandt.
Nicola Brandt, née à Windhoek en 1983, est une artiste namibienne, photographe et vidéaste, la plus connue de la jeune génération de créateurs namibiens, notamment à travers sa réflexion sur l'histoire coloniale allemande (Sud-Ouest africain allemand) et son travail de mémoire à travers le paysage.

## Biographie
Née en Namibie dans une famille d'origine allemande, diplômée (Bachelor of Arts) de la John Cabot University (en) de Rome, Nicola Brandt étudie ensuite l'histoire de l'art à l'université d'Oxford et à la Ruskin School of Art (en) d'Oxford.

## Œuvre

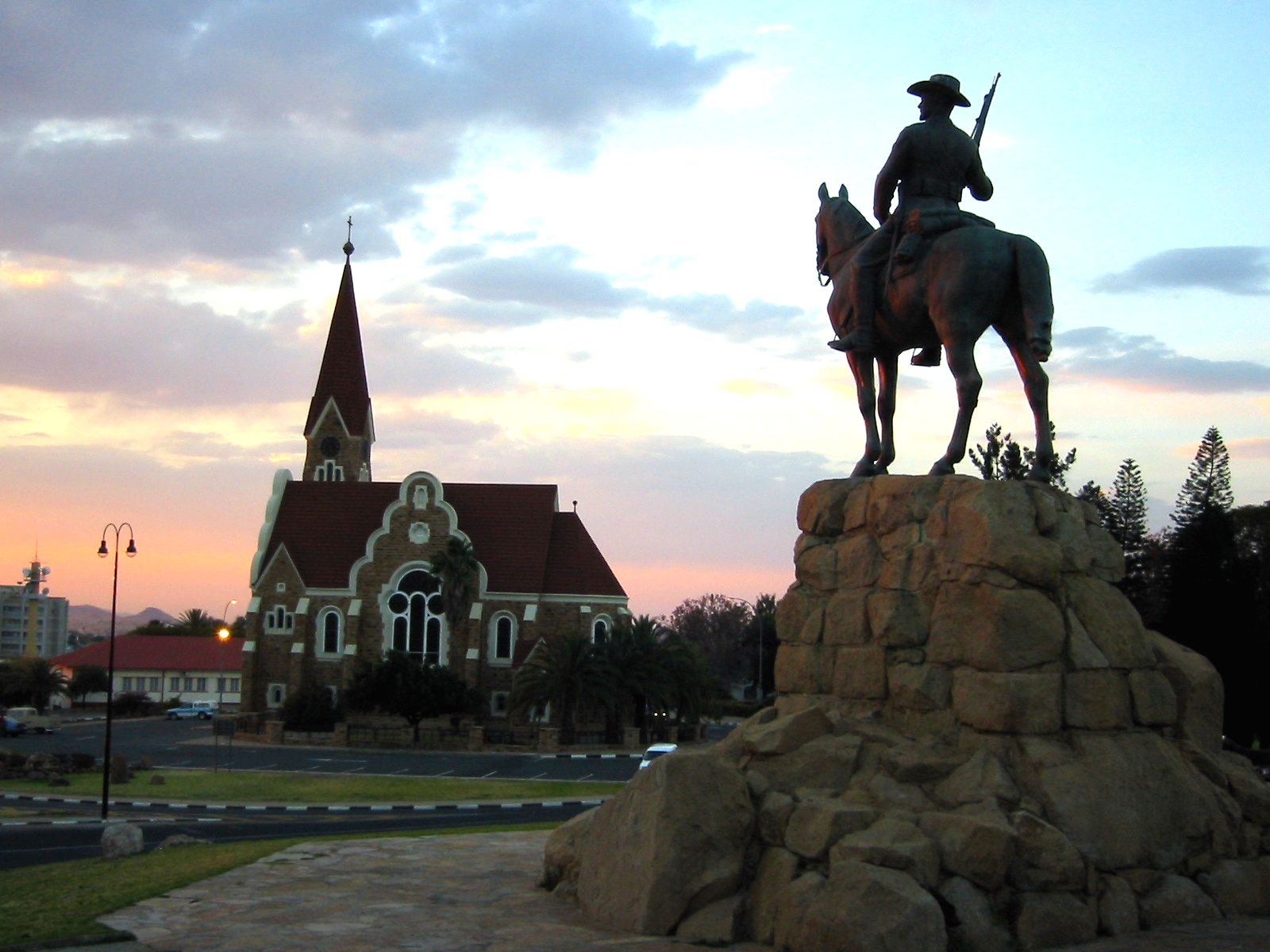
L'église luthérienne et le Reiterdenkmal sur son premier emplacement (1912-2009).

La jeune femme se confronte à l'histoire coloniale du Sud-Ouest africain allemand, en particulier au massacre des Héréros et des Namas, perpétré entre 1904-1908 par les troupes du général Lothar von Trotha et considéré comme le premier génocide du XXe siècle.
Ce projet lui est inspiré par le démontage du Reiterdenkmal, une statue équestre à la gloire de la colonisation allemande qui dominait la ville de Windhoek sur un socle imposant, et son déplacement d'abord à proximité en 2009, puis en 2013 vers la cour intérieure du vieux fort (Alte Feste). Elle constate aussi l'absence, dans le paysage namibien, de marqueurs ou de mémoriaux sur les lieux mêmes où les atrocités furent commises. Au cours de ses recherches elle s'aperçoit en outre que peu de gens connaissent cette terrible histoire. Elle produit alors une série de photographies, The Earth Inside (2014) et une vidéo, Indifference, présentée lors de la Biennale de Venise 2015, mettant souvent en scène une femme héréro en costume traditionnel, vue de dos, au milieu d'un paysage désert.
En 2014 elle a soutenu à Oxford une thèse sous le titre Emerging landscapes: memory, trauma and its afterimage in post-apartheid Namibia and South Africa.